# فرناندو دوق فيسيو

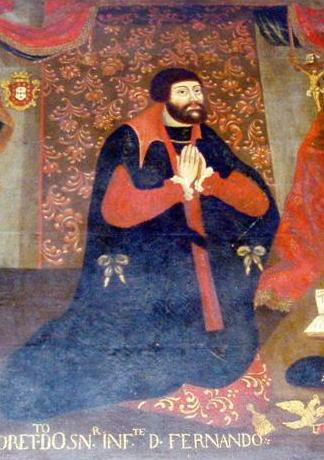
انفانتي فرناندو دوق بازو وبيجا

إنفانتي فرناندو (بالبرتغالية: Fernando de Portugal, Duque de Viseu)، دوق باجة ودوق بازو (1433 – 1470)؛ وكان الابن الثالث دوارتي الأول ملك البرتغال وزوجته ليونور الأراغونية.

## سيرته الذاتية
ولد فرناندو في آلميريم في 17 نوفمبر 1433، وتوفي في سيتوبال في 18 سبتمبر 1470.
أصبح مرتين أميراً لبرتغال (لقب يمنح لوريث العرش الواضح) وريث لأخوه أفونسو الخامس: الأول بين 1438 - 1451حتى ولادة أمير جواو؛ وللمرة الثانية في 1451، بعد وفاة الأمير، فعندما ولدت ابنة أفونسو الخامس الأميرة جوان (1452)، فقد فرناندو نهائياً هذا اللقب.
في 1452 فرناندو فر من البلاد بحثاً عن المغامرة. ويقول البعض أنه كان يريد الذهاب إلى المدن الأفريقية الشمالية التي تسيطر عليها البرتغال، ويقول آخرون أنه كان يريد الانضمام إلى خاله الملك ألفونسو الأول من نابولي في حملاته في جنوب إيطاليا، فيما يبدو أن فرناندو كان يأمل في أن يرث المملكة خاله، بحيث أنه ليس لديه الأبناء الشرعيين.

## دوق بازو وباجة
في 1453 منح شقيقه الملك أفونسو الخامس له دوق باجة بحيث أصبح أول دوق لها، وعندما توفي عمه الأمير هنريك الملاح في 1460 أصبح دوق بازو الثاني، وأخيراً سمح له بالقتال في شمال أفريقيا أولاً في 1458 اصطحبه الملك لاستيلاء على المدينة المغربية القصر الصغير ولمرة ثانية في 1468 قاد أسطول البرتغالي التي احتلت ودمرت ميناء آنفا (Anafé في اللغة البرتغالية)؛ تقع اليوم في الدار البيضاء التي كانت قاعدة لبربر.
أخيه الملك أفونسو الخامس بمجرد أنه عرف عن الهروب فرناندو، أمر الكونت اديمير الذي كان يقوم بدورية في مضيق جبل طارق مع أسطول اعترضت السفينة إنفانتي وإعادته مرة أخرى إلى البر الرئيسي البرتغال.

## الزواج ونسل
تزوج من ابنة عمه جون كونستابل «بياتريس من البرتغال» وانجنبا:-
- جواو (1448-1470)؛ دوق بازو الثالث، ودوق باجة الثاني، و كندسطبل البرتغال السابع.
- ديوغو (1450-1484)؛ دوق بازو الرابع، ودوق باجة الثالث.
- ليونور (1458-1525)؛ ملكة البرتغال قرينة ملك جواو الثاني.
- إيزابيل (1459-1521)؛ زوجة فرناندو الثاني دوق براغانزا.
- مانويل الأول (1469-1521)؛ دوق بازو الخامس، ودوق باجة الرابع، وملك البرتغال بعد وفاة ابن عمه جواو الثاني.